# EaggerStunn
EaggerStunn var en dansk reggae/dancehall duo, bestående af Eagger (Dwayne McFarlane) og Stunn Gunn (Kristoffer Sjelberg), der blev grundlagt i 2008.
Stunn Gunn blev ansat i 2005 som trommeslager for Bikstok Røgsystem, som Eaggerman allerede var en del af. Et venskab udviklede sig hurtigt mellem de to reggae-entusiaster og et samarbejde begyndte at tage form. Planen var at give den danske reggae scene, et dansksproget alternativ til til musikgenren dancehall. Det blev til musik med hardcore reggae med tunge jamaicanske rytmer og elektronisk produktion, hvor teksterne er fyldt med deres meninger om samfundet. Den første (uofficielle) single fra EaggerStunn 'Morder Dem', blev udgivet i 2008. Singlen 'Kugledans' kom ud i 2012 og var forløberen til debutalbummet Armagedion, udgivet på Fake Diamond Record. Den blev meget populær og solgte guld. 11 Jun 2012 var dagen, hvor deres debutalbum udkom, og allerede samme dag ramte albummet nr. 1 på iTunes.

## Diskografi

### Albums
| År   | Titel      | Højeste placering | Certificering | Album |
| År   | Titel      | DAN               | Certificering | Album |
| ---- | ---------- | ----------------- | ------------- | ----- |
| 2012 | Armagedion | 2                 |               |       |

### Singler
| År   | Titel                           | Højeste placering | Certificering | Album |
| År   | Titel                           | DAN               | Certificering | Album |
| ---- | ------------------------------- | ----------------- | ------------- | ----- |
| 2008 | "Morder dem"                    | -                 |               |       |
| 2012 | "Kugledans" ft. Geolo G & Keith | 15                | Guld          |       |